# 자유정의당 (이집트)
자유정의당(自由正義黨, 이집트 아랍어: حزب الحرية والعدالة)은 이집트의 이슬람 정당이다. 명목상으로는 독립된 정당이나, 이집트 무슬림 형제단과 밀접하게 연관되어 있으며, 이집트의 최대 정치 조직이다.

## 같이 보기
- 2011년 이집트 혁명
- 무슬림 형제단